# Hani jezik
Hani jezik (ISO 639-3: hni), jezik naroda Hani iz južnog Yunnana, Kina, i susjednih predjela Laosa i Vijetnama. U Vijetnamu ga govori 17 500 ljudi (1999 popis) u provincijama Lai Chau i Lao Cai, a u Laosu 1 120 (1995) u provinciji Phongsali.
Hanijski opripada južnoj podskupini ngwijskih jezika, a nekada se s jezikom akha klasificirao u ha-ya jezike, šira skupina akha. U Vijetnamu se Hani nazivaju Người Hà Nhì.

## Vanjske poveznice
- Ethnologue (14th)
- Ethnologue (15th)